# 히다얘트 헤이대로프
히다얘트 미나얘트 오글루 헤이대로프(아제르바이잔어: Hidayət Minayət oğlu Heydərov, 1997년 7월 27일~)는 아제르바이잔의 유도 선수이다. 2024년 하계 올림픽 남자 라이트급 금메달을 획득했으며 세계 유도 선수권 대회에서 금메달 1개, 동메달 3개를 획득했다. 또한 유럽 선수권 대회에서 4회 우승을 차지했다.